# The rising pints
The rising pints（ザ・ライジング・ピンツ）は日本のアイリッシュミュージックシーンにてかつて活動していたバンド。 

## 概要
1996年始めから約2年ほど名古屋在住のシンガーソングライターやアイルランド音楽の演奏家が集結して結成された。 アメリカ人のギター・ベース・ボーカル＆コーラス「マークレンバーク、ウイリアムマシーニ」、アイルランド人リードギター・ボーカル「ブライアンカレン」 日本人のボタンアコーディオン奏者・長浦まゆみ、パーカッション＆バウロン、若海英治(ex drug and drop/TieCorie｝の面子で活動していた。
音楽性のルーツに彼らならではの地域性やアイリッシュやブルーグラスのようなワールドミュージックとポップスの融合したバンドとして在住外国人などから人気を集めていた。 主に名古屋のパブ、カフェほかライブハウスなどでも演奏を毎月のように行う。96年秋には東京で行われたケルッティクフェス96にも出演している。97年に秋にフルアルバム『The rising rints』を発表しレコ発ワンマンライブ｛前座ナルサ｝を今池ボトムラインで行うそのライブ集客約200人。
その後一時活動休止。セカンドアルバムがつくられるがフルメンバーでの構成というよりマークとブライアンのコンセプトアルバムに様々なゲストメンバーを迎え入れたとしてセールされている。99年以降ブライアンカレンが中心となり、他のメンバーで一時的に名古屋のパブなどでバンド名をライジングパインツとし演奏活動していたこともあった。オリジナルメンバーがそろっての活動は98年以降はしていない。
ただし、2025年3月22日に名古屋市の大須商店街で開催された「セントパトリックデー名古屋2025年」にRising Pints名義でマークとブライアンが演奏した。